# Multi-Man
Multi-Man (Duncan Pramble) es un personaje ficticio que ha sido tanto superhéroe como supervillano en los cómics de DC Comics, principalmente como villano de los Challengers of the Unknown. Su primera aparición fue en Challengers of the Unknown #14 (julio de 1960), y el personaje se convirtió rápidamente en un enemigo recurrente.El apareció en al menos un número al año hasta 1968. En 1965, Multi-Man reunió a varios villanos de la CotU en League of Challenger-Haters.

## Biografía ficticia
Originalmente enemigo de los Challengers of the Unknown, Pramble consume una sustancia conocida como "Luz Líquida", hallada en un antiguo templo. El efecto de esta sustancia es que, al morir, resucita con un superpoder diferente y aleatorio, convirtiéndose a menudo en "seres de energía" o monstruos.Como consecuencia, su cabeza crece desproporcionadamente (con orejas puntiagudas y ojos grandes) y su cuerpo se vuelve pequeño y débil. Durante años, ha sido uno de los enemigos más persistentes de los Challengers, fundador de League of Challenger-Haters y creador del androide gigante Multi-Woman. Junto a los Challenger-Haters, él también lucha contra la Patrulla Condenada en una ocasión.
Con varios otros villanos, Multi-Man se convierte en miembro de la Liga de la Injusticia, un equipo de supervillanos desafortunados que, al unirse, se vuelven incluso menos exitosos de lo que han sido en sus carreras individuales.Durante este tiempo, él revela que sus muchas muertes y resurrecciones lo han dejado con una forma de trastorno bipolar. La Liga de la Injusticia es derrotada una y otra vez por la Liga de la Justicia Internacional, al menos cuando no están haciendo el hazmerreír de sí mismos. Tratando de reformarse, los miembros luego se convierten en el núcleo del igualmente ridículo equipo de héroes Liga de la Justicia Antártida. Esta JLA incluye a G'nort, quien termina salvando las vidas de todo el equipo.Al igual que sus compatriotas, Pramble se convierte en un ferviente partidario de Maxwell Lord, en parte porque es el único dispuesto a contratarlos. Su grupo incluso protege a Lord cuando es incapacitado por una herida de bala.Los villanos nuevamente se reforman más tarde como la Liga de la Injusticia como secuaces de Sonar.

### Muerte y redención
El se aleja de la Liga y se convierte en empaquetador de supermercado. Durante la miniserie Challengers of the Unknown de 1991, la aparente "personificación de todo mal" lo impulsa a destruir la Montaña Challenger con una bomba. Esta bomba, combinada con las energías de la entidad maligna, causa la muerte de cientos de civiles inocentes y dos de los propios Challengers. Duncan luego lo compensa. Mientras los Challengers y su nuevo aliado reportero, Moffet, se enfrentan a la entidad, Duncan se cuela en el campo de batalla. Toma una bomba de neutrones de las manos de Moffet y se sumerge en las bocas de la criatura. Ambos son aparentemente destruidos. Todo el incidente se reporta como un pequeño artículo en el periódico, escrito por Lois Lane, centrándose en su muerte y poco más.
Más tarde, Multi-Man aparece con vida en el motín de la prisión de Belle Reve, donde él y otros logran derrotar a Green Lantern tras el robo de su anillo. Este es su segundo motín en poco tiempo. El se involucra con los Outsiders cuando fueron enviados a prisión por un falso cargo de asesinato.
Multi-Man, ahora más alto y en mejor forma física, finalmente se une al Escuadrón Suicida gracias a su antiguo aliado de la Liga de la Injusticia, Mayor Desastre. En su primera misión, el muere a tiros durante una batalla contra un científico loco y sus sirvientes creados biológicamente. Algunos de sus amigos de la Liga de la Injusticia también mueren en esta batalla.
Más tarde, él ha vuelto a la vida y fue parte del crossover Joker: Last Laugh en el que el Joker lo mató cientos de veces hasta que posee el poder necesario para romper su collar y dar a los villanos la oportunidad de llegar al Doctor Polaris. Los dos guardias supervivientes de la Losa se vieron obligados posteriormente a repetir el proceso después de que el villano Black Mass fuera asesinado después de trasladar toda la Losa a una dimensión alternativa con la esperanza de que Multi-Man manifestara una habilidad que pudiera usarse para deshacer las acciones de Black Mass, Multi-Man finalmente obtuvo la capacidad de reanimar tejido muerto para devolverle la vida a Black Mass y revertir el proceso. Posteriormente, a Multi-Man se le asignaron algunas tareas ligeras en la Losa por su asistencia.

## Poderes y habilidades
Multi-Man consumió un suero de Luz Líquida que le dio el poder de resucitar instantáneamente después de morir, cada vez con nuevas habilidades extraordinarias.Estos poderes que ha obtenido incluyen (pero no se limitan a) los siguientes:
- Telepatía
- Empatía por el dolor ajeno
- Piel superconductora
- La sangre convierte el metal en ácido
- El cuerpo puede volverse bidimensional
- Encogimiento involuntario
- Reanimación de tejido muerto
- Agrandamiento del cráneo